# Kaarle Laurila
Kaarle Sanfrid Laurila, född 1 juni 1876 i Kalajoki, död 15 september 1947 i Helsingfors, var en finländsk filosof. 
Efter att ha blivit student 1895 och filosofie licentiat 1903 blev Kaarle Laurila lektor vid finska lyceet i Helsingfors 1909 och docent i konstfilosofi vid Helsingfors universitet 1910. Han innehade en personlig professur där 1929–45.
Laurila utövade en rik verksamhet som skriftställare på finska språket, under senare år även på det allmänpolitiska området. Hans licentiatavhandling, Versuch einer Stellungnahme zu den Hauptfragen der Kunstphilosophie (1903), följdes av några artiklar i estetik i tyska tidskrifter. Mer ingående behandlade Lev Tolstoj och Henrik Ibsen. Han var dessutom en framstående talare.